# Jessamyn Duke
 (juin 2021).
Jessamyn Laurel Duke, née le 24 juin 1986 est une pratiquante d'arts martiaux mixtes (MMA) américaine évoluant au sein de l'organisation de l'Ultimate Fighting Championship dans la catégorie des poids coqs. C'est également aussi une catcheuse en développement, travaillant au Performance Center de la WWE.

## Biographie
Jessamyn Duke a commencé à s’entraîner à l'âge de 19 ans et a disputé son premier combat amateur 4 ans plus tard.

## Parcours en arts martiaux mixtes

### Débuts
Le 2 octobre 2010 Jessamyn Duke commence sa carrière amateur en MMA. Elle est opposée, à sa compatriote Alexandria Stobbe lors de l'événement AAMMA 5 se déroulant à Florence dans le Kentucky. Elle remporte le combat dès le premier round par KO technique (coups de poing).
Jessamyn Duke enchaîne sept combats amateur du 2 octobre 2010 au 30 mars 2012. Date à laquelle elle participe au RFA 2 à Kearney dans le Nebraska. Elle affronte l'Américaine Elizabeth Phillips et remporte la victoire au deuxième round en réussissant un étranglement en guillotine.
Le palmarès amateur de Jessamyn Duke est de 5 victoires pour 2 défaites. Elle a remporté les titres de championne dans les organisations amateurs Absolute Action MMA et Tuff-N-Uff.

### Invicta Fighting Championships
Le 28 juillet 2012 Jessamyn Duke est opposée à l'Américaine Suzie Montero pour son premier combat sur le circuit professionnel. L'événement, l'Invicta FC 2 a lieu à Kansas City dans le Kansas. Elle inflige une défaite à son adversaire par KO technique durant la troisième reprise (coups de coude et coups de poing).
Le 5 avril 2013 pour son troisième combat sur le circuit professionnel, Jessamyn Duke rencontre à Kansas City dans le Missouri, sa compatriote Miriam Nakamoto lors de l'Invicta FC 5. Lors du premier round, Jessamyn Duke encaisse un violent coup de genou et tombe sur ses genoux. Immédiatement, Miriam Nakamoto lui donne un nouveau coup de genou et l'arbitre arrête le combat, donnant une victoire par KO en 2 minutes et 20 secondes. À la suite de ce combat Jessamyn Duke conteste la décision. Les coups de genou étant interdits sur une combattante ayant plus de deux appuis au sol, la commission change le résultat du combat en sans décision.

### Ultimate Fighting Championship
Le 30 novembre 2013 Jessamyn Duke est opposée à l'Américaine Peggy Morgan pour sa première apparition à un événement UFC. Le combat se déroule à Las Vegas, lors de The Ultimate Fighter 18 Finale. À l'issue d'un combat plutôt équilibré elle obtient une victoire par décision unanime.
Le 28 mai 2015, un second combat poids coq est ajouté à l'UFC on Fox 16. Jessamyn Duke affronte l'Américaine Elizabeth Phillips lors de l'événement du 25 juillet 2015 à Chicago.

## Carrière dans le catch

### World Wrestling Entertainment (2018-2021)

#### NXT (2018-2020)
Le 7 mai 2018, Duke et Marina Shafir signent un contrat à la WWE et forgent vite une alliance avec Shayna Baszler.
Le 28 octobre 2018 lors du pay-per view Evolution, Duke et Shafir interviennent au cours du match opposant Shayna Baszler et Kairi Sane en faveur de Baszler qui remporta le NXT Women's Championship. 
Le 19 décembre à NXT, Duke et Shafir perdent contre Io Shirai & Dakota Kai. Le 30 janvier 2019 à NXT, elles perdent contre Io Shirai & Kairi Sane. Le 6 février à NXT, Duke, Shafir et Baszler perdent contre Kairi Sane, Io Shirai et Bianca Belair.

#### Raw (2020)
Le 17 août 2020, Duke & Shafir effectuent leur retour aux côtés de Shayna Baszler lors de Raw. Elles se feront ensuite attaquer par Nia Jax lors de Raw Underground.

## Palmarès en arts martiaux mixtes
| 7 combats      | 3 victoires | 3 défaites |
| Par KO         | 1           | 1          |
| Par soumission | 1           | 0          |
| Sur décision   | 1           | 2          |
| Sans décision  | 1           | 1          |

| Résultat      | Record  | Adversaire         | Méthode                                | Événement                           | Date             | Round | Temps | Lieu                                  | Notes                                                                                        |
| ------------- | ------- | ------------------ | -------------------------------------- | ----------------------------------- | ---------------- | ----- | ----- | ------------------------------------- | -------------------------------------------------------------------------------------------- |
| Défaite       | 3-3 (1) | Elizabeth Phillips | Décision unanime                       | UFC on Fox: Dillashaw vs. Barão II  | 25 juillet 2015  | 3     | 5:00  | Chicago, Illinois, États-Unis         |                                                                                              |
| Défaite       | 3-2 (1) | Leslie Smith       | TKO (coups de poing)                   | UFC Fight Night: Cerrone vs. Miller | 16 juillet 2014  | 1     | 2:24  | Atlantic City, New Jersey, États-Unis |                                                                                              |
| Défaite       | 3-1 (1) | Bethe Correia      | Décision unanime                       | UFC 172: Jones vs. Teixeira         | 26 avril 2014    | 3     | 5:00  | Baltimore, Maryland, États-Unis       |                                                                                              |
| Victoire      | 3-0 (1) | Peggy Morgan       | Décision unanime                       | The Ultimate Fighter 18 Finale      | 30 novembre 2013 | 3     | 5:00  | Las Vegas, Névada, États-Unis         |                                                                                              |
| Sans décision | 2-0 (1) | Miriam Nakamoto    | No Contest                             | Invicta FC: Penne vs. Waterson      | 5 avril 2013     | 1     | 2:20  | Kansas City, Kansas, États-Unis       | La victoire de Nakamoto est changée en sans décision à la suite d'un coup de genou interdit. |
| Victoire      | 2-0     | Marciea Allen      | Soumission (clé de bras)               | Invicta FC: Penne vs. Sugiyama      | 3 août 2013      | 3     | 5:00  | Rio de Janeiro, Brésil                |                                                                                              |
| Victoire      | 1-0     | Suzie Montero      | TKO (coups de coude et coups de poing) | Invicta FC 2: Baszler vs. McMann    | 28 juillet 2012  | 3     | 2:32  | Kansas City, Kansas, États-Unis       |                                                                                              |